# Figeebrug
De Figeebrug is een stalen fietsbrug in de Nederlandse stad Haarlem. De ophaalbrug net buiten het centrum van de stad overspant de Industriehaven, een zijarm van het Spaarne in het bedrijvengebied Waarderpolder. 
Met de bouw van de brug werd begonnen in 2016, de oplevering was in september 2018. Het is een ontwerp van ipv Delft. Hoofdaannemer was Strukton. De stalen constructie is gerealiseerd door Machinefabriek Rusthoven uit Groningen. 
De brug zorgt voor een snellere fietsverbinding tussen het stadscentrum en het bedrijventerrein waar machine- en kranenbouwer Figee was gevestigd. Naar deze fabrikant is de brug vernoemd.
Aan de acht meter hoge hameitoren van de brug bevindt zich een enkele balanspriem. De installaties voor het bedienen van de ophaalbrug zijn zoveel als mogelijk in de brugdelen opgenomen. Het bewegingswerk bevindt zich in de hameitoren en de aansturing is opgenomen in de hekwerken. De verlichting van het brugdek is opgenomen in de balanspriem.

## Afbeeldingen

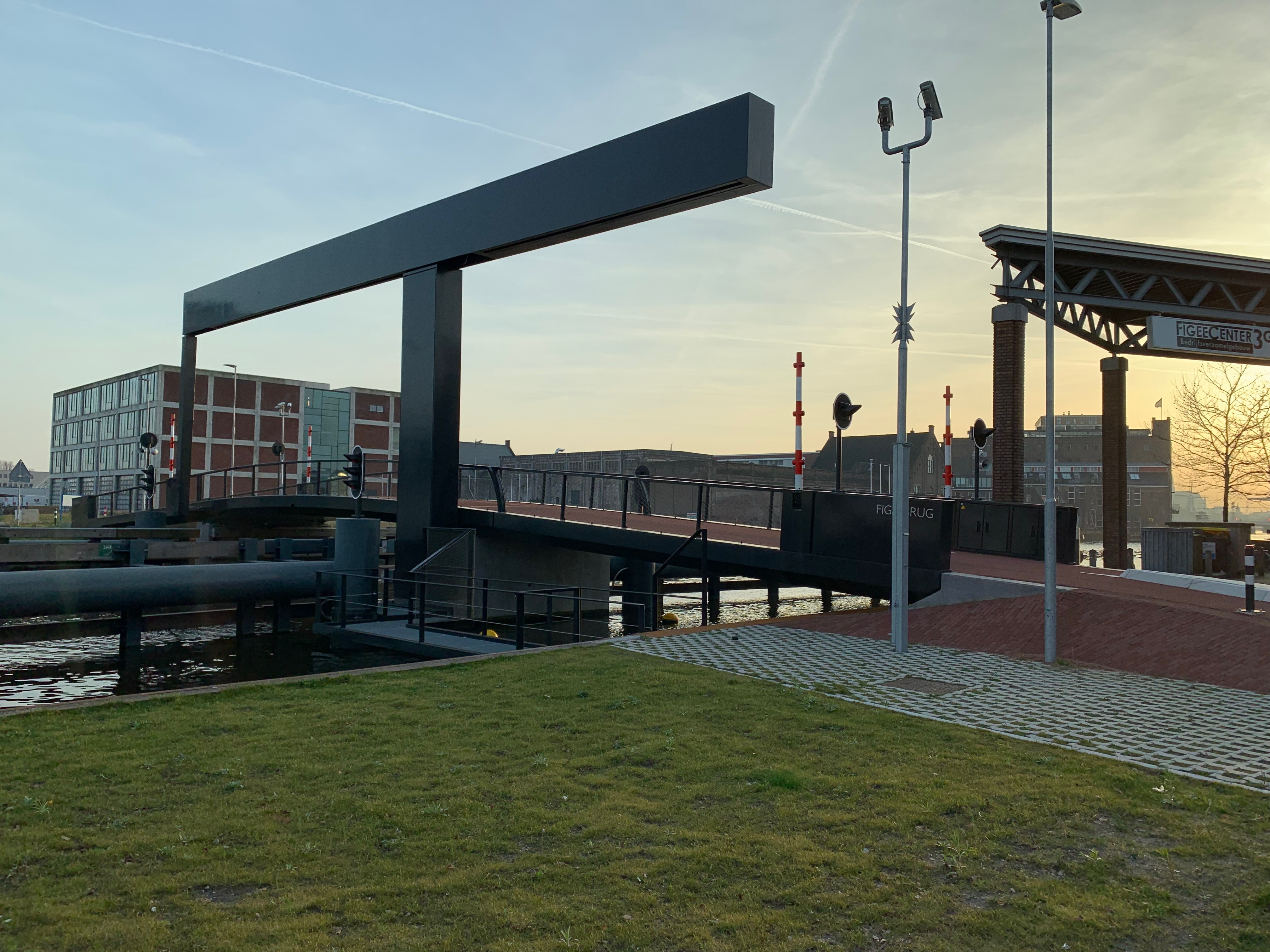
De brug met op de achtergrond de Lichtfabriek
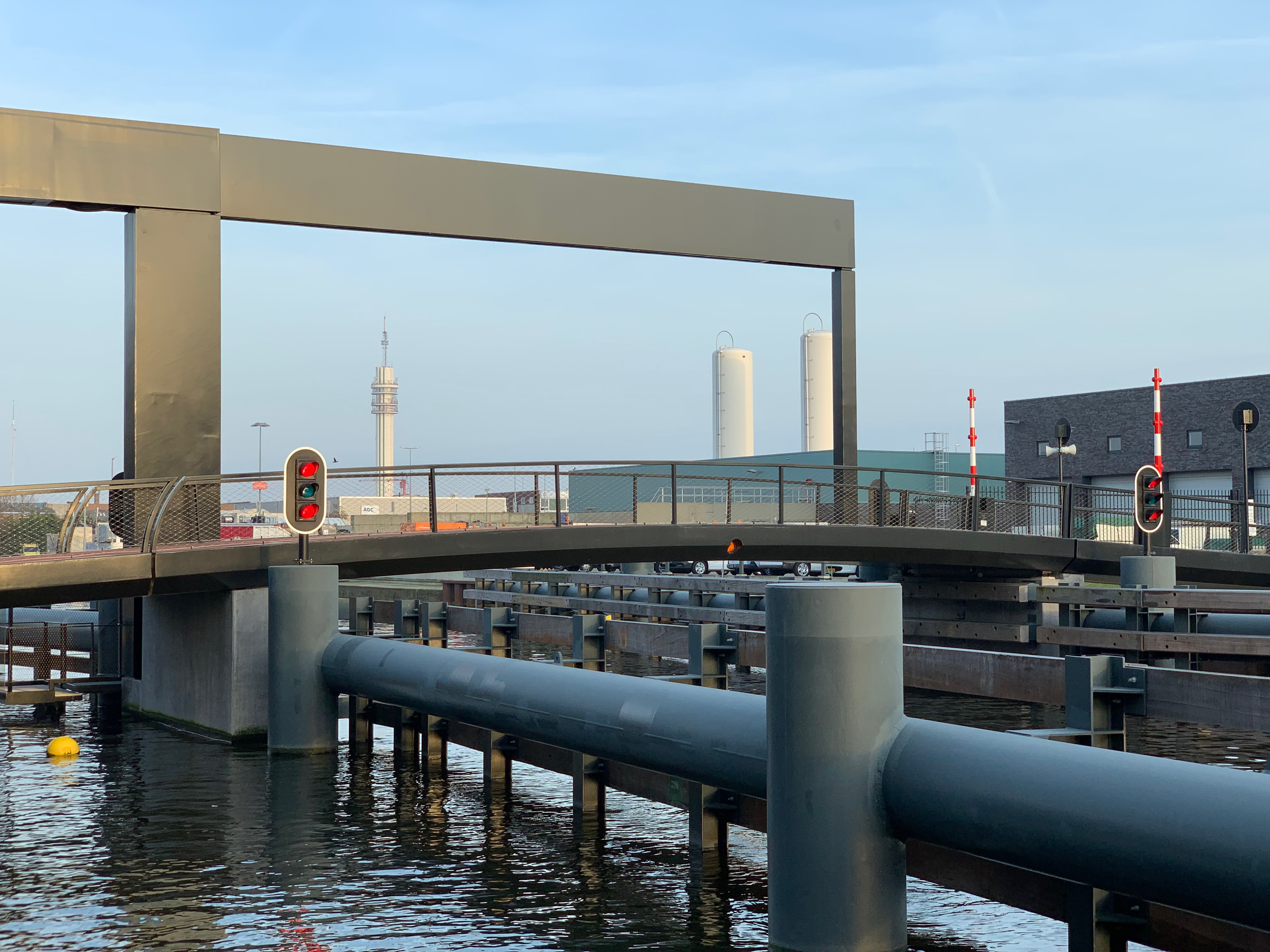
De brug gezien vanaf de kant van het Spaarne
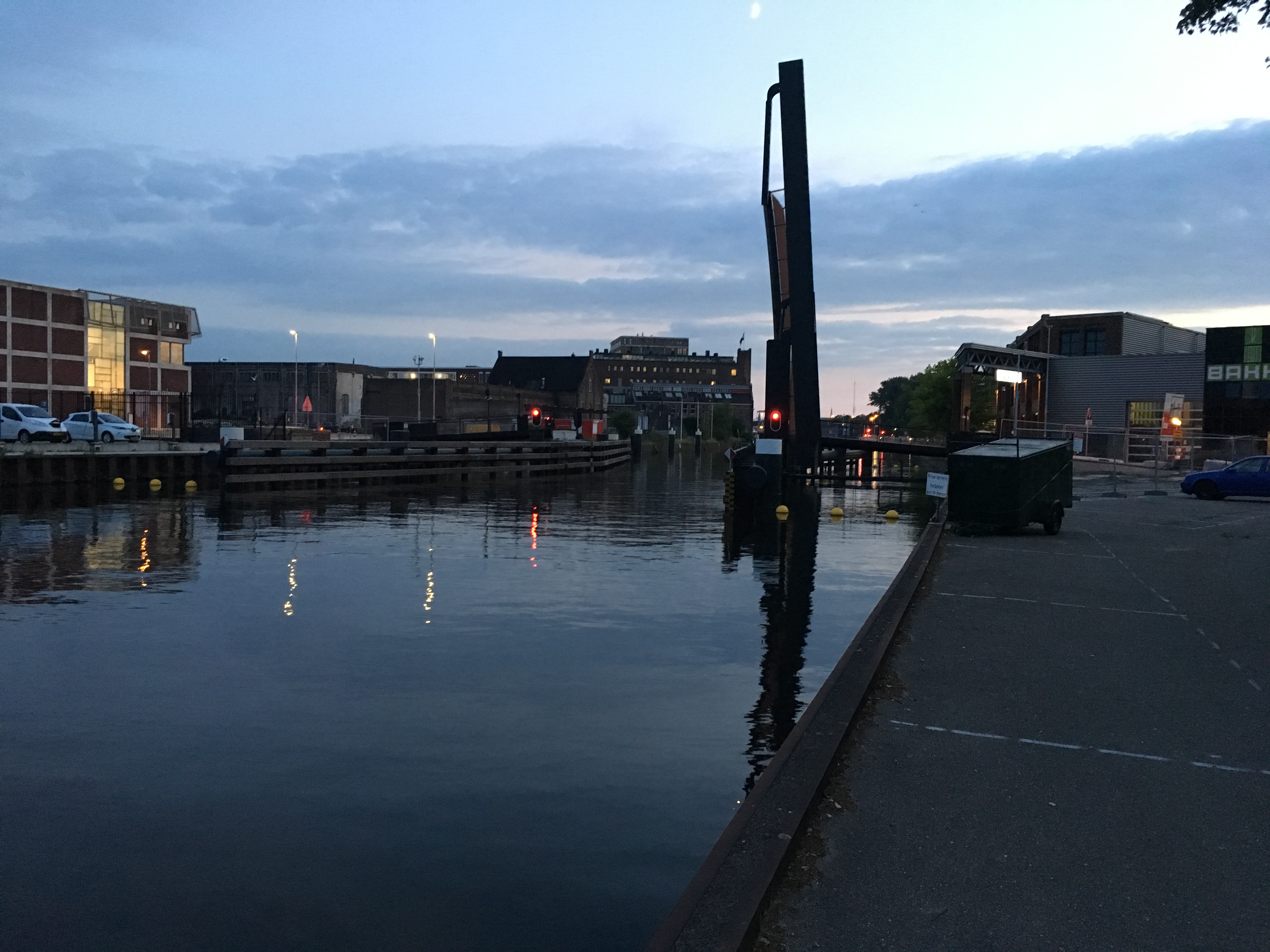
De brug in juli 2018 in geopende toestand
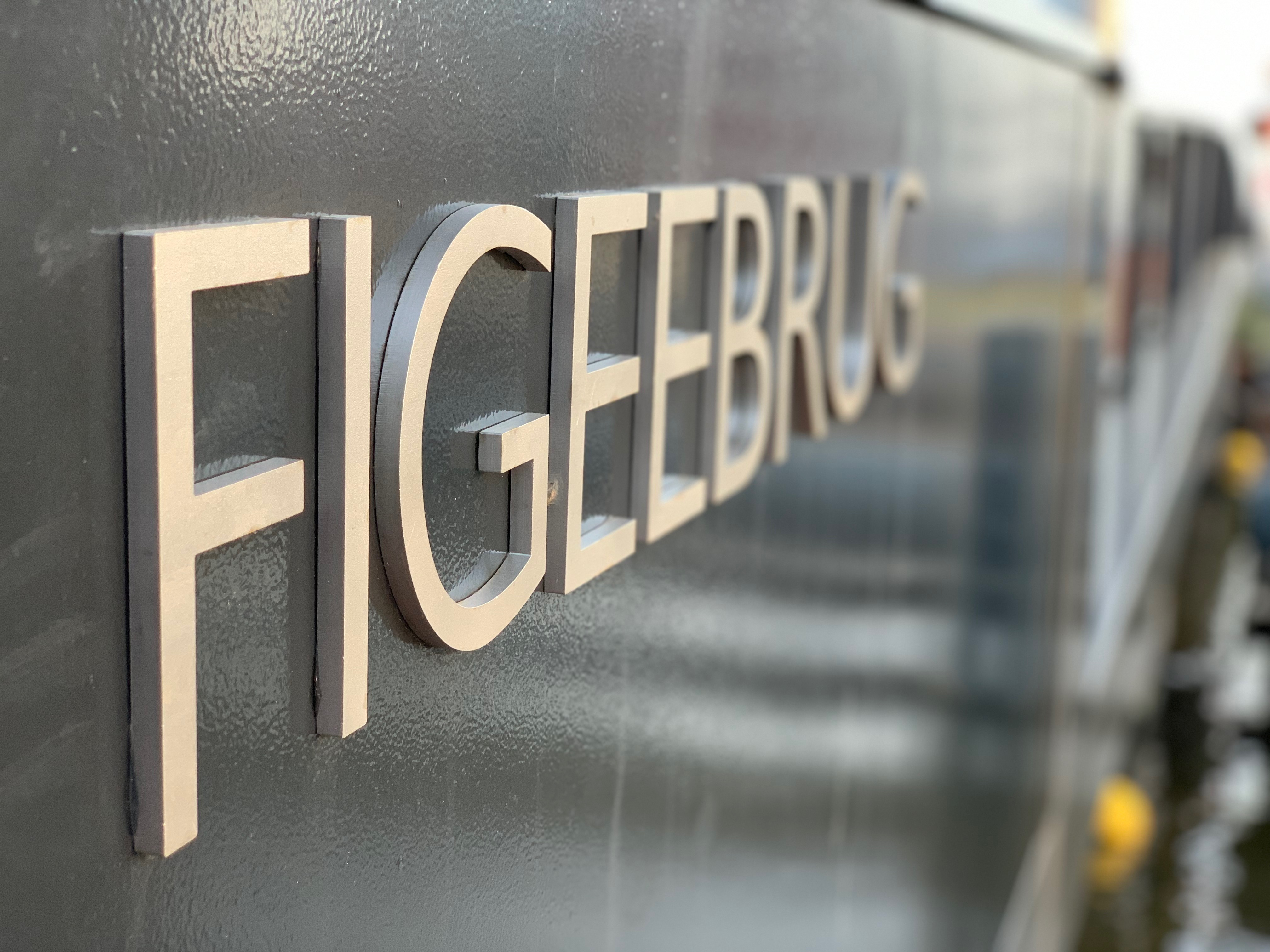
Inscriptie van de naam op de brug